# Fronteira Alemanha–Suíça
A fronteira entre Alemanha e Suíça é a linha que limita os territórios da Alemanha e da Suíça. 

## Características
Esta fronteira tem dois segmentos distintos, devido ao enclave de Büsingen.
O segmento principal separa o sul da Alemanha e o norte da Suíça, na direção geral este/oeste, ao longo de 334 km. Liga o ponto de junção da fronteira franco-alemã e da fronteira franco-suíça até ao ponto da tríplice fronteira formada pela fronteira austro-alemã e a fronteira austro-suíça.
O segundo segmento circunda o enclave alemão de Büsingen, integralmente rodeado pelo cantão suíço de Schaffhausen.